# 혀니
혀니(본명: 박수현, 1998년 5월 14일 ~ )는 대한민국의 전직 리그 오브 레전드 프로게이머 출신 인터넷 방송인이다. 선수 시절 포지션은 탑 라이너였으며 아이디는 Beware를 사용했다.

## 선수 시절
2016년 5월 라이징 스타 게이밍에 입단하면서 프로 커리어를 시작했다.
2019시즌을 앞두고 MVP에 입단했다. 2019시즌이 끝난 후 선수에서 은퇴했다.

## 은퇴 후
은퇴 후 개인방송을 시작했다.

## 소속팀
| # | 팀명               | 소속 기간             | 소속 리그 | 비고 |
| - | ------------------ | --------------------- | --------- | ---- |
| 1 | 라이징 스타 게이밍 | 2016.05.07~2017.12.17 | CK        |      |
| 2 | MVP                | 2019.01.10~2019.12.02 | CK        |      |